# Agnes Arber
Agnes Robertson Arber ( 23 de febrero de 1879 en Londres-22 de marzo de 1960 en Cambridge) fue una botánica y una historiadora de la ciencia británica.

## Biografía
Su padre Henry Robert Robertson, era un artista de origen escocés apasionado de la botánica, que dirigía una escuela privada en Slough. Varios miembros de la familia materna, Agnes Lucy Turner, eran personalidades intelectuales como John Davidson (1797-1836) o George Fownes (1815-1849), miembros de Royal Society. Su hermano, Donald Straun Robertson (1885-1961), era profesor emérito de griego en Cambridge; su hermana, Janet Robertson, era retratista.
Agnes Robertson cursó sus estudios en el North London Collegiate School for Girls donde la enseñanza de las ciencias tenía una gran reputación y muy pronto se apasiona por la botánica. Descubre a los trece años la pequeña obra Plant Life de George Edward Massee (1850-1917). Es al mismo tiempo que descubre la obra de Goethe (1749-1832), que será una de las grandes pasiones de su vida. Durante su escolaridad, descubre una edición de 1578 del Lyte’s Herbal, traducción al inglés de la obra de Rembert Dodoens (1517-1585) sutilmente ilustrado. Este descubrimiento le incitará a interesarse por la historia de los primeros herbarios impresos y publicará, en 1912, una obra fundamental de la historia de las ciencias, Herbals, their origin and evolution.
Encuentra, gracias al club científico de su escuela, a la botánica Ethel Sargant (1816-1918). Esta especialista de la anatomía de los embriones vegetales poseía un laboratorio privado en el cual invita a la joven Agnes a pasar sus vacaciones; exactamente antes de su entrada al University College de Londres en 1897. Sigue, en particular, los cursos de Francis Wall Oliver (1864-1951), de Sir Arthur George Tansley (1871-1955). Obtiene su Bachelor of Science en 1899. Entra entonces en el Newnham College de Cambridge dónde sigue los cursos de Albert Charles Seward (1863-1941), Harry Marshall Ward (1854-1906), Frederick Frost Blackman (1866-1947), Francis Darwin (1848-1925) y Edward Alexander Newell Arber (1870-1918). Uno de los profesores que tendrá mayor influencia fue William Bateson (1861-1926) que contribuye al redescubrimiento de los trabajos de Gregor Mendel (1822-1884). Después de haber trabajado conjuntamente con Ethel Sargant y haber publicado con ella un artículo sobre los gérmenes de las hierbas, de 1903 a 1908, estudia en el University College con F.W. Oliver. Se interesa entonces por los gimnospermas actuales y las fósiles.
Se casa el 5 de agosto de 1909 con su antiguo profesor, E.A.N. Arber nueve años mayor que ella y docente de paleobotánica en Cambridge. De este matrimonio nace un único hijo, Muriel, en julio de 1912. Su suegro es el profesor Edward Arber (1836-1912), especialista de literatura inglesa antigua.
Después de la publicación de su libro Herballs (1912), publica numerosos artículos en el Annals of Botany y en The Botanical Gaceta. En 1920, Agnes Arber publica un libro sobre las plantas acuáticas Water plants: a study of aquatic angiosperms. Reanuda un proyecto iniciado por Ethel Sargant, un manual de botánica titulado The Monocotyledons que aparece en 1925 con 140 ilustraciones de su mano. Comienza en la década de 1930, una serie de estudios sobre la estructura floral.
Durante la Segunda Guerra Mundial, se consagra a estudios más generales como The Natural Philosophy of Planta Form (1950) y sobre todo The Mind and the Eye, a Study of the Biologist’s Standpoint (1954). Agnès Arber discierne sobre la naturaleza de la investigación biológica y cómo una especialista observa lo que estudia.

## Honores
Es designada miembro de la Sociedad linneana de Londres (1908), participa en su comité director de 1915 a 1919), corresponsal extranjera de la Botanical Society of America (1942) y miembro de la Royal Society (1946), siendo la tercera mujer que recibía tal honor. También recibe la medalla linneana en 1948. Supervisa la publicación de la obra botánica de Goethe en 1946 y de Nehemiah Grew (1641-1712).

## Obra
- "Herbals: Their Origin and Evolution A Chapter in the History of Botany 1470-1670". Cambridge Science Classics. 1912
- Water Plants: A Study of Aquatic Angiosperms. 1920
- Monocotyledons: A Morphological Study. 1925
- The Gramineae: A Study of Cereal, Bamboo and Grass. 1934[1]
- "The mind & the eye; a study of the biologist's standpoint". 1954
- "The natural philosophy of plant form". 1950
- "The Manifold and the One". 1957
- La abreviatura «A.Arber» se emplea para indicar a Agnes Arber como autoridad en la descripción y clasificación científica de los vegetales.[2]
- Portal:Biografías. Contenido relacionado con Botánica.